# Călugărițele întunecate (film)
Călugărițele întunecate (în coreeană 검은 수녀들; cunoscut și sub numele de Preotul 2: Călugărițele întunecate) este un film thriller supranatural sud-coreean din 2025, regizat de Kwon Hyeok-jae, cu Song Hye-kyo, Jeon Yeo-been, Lee Jin-wook și Moon Woo-jin în rolurile principale. Filmul este un spin-off al filmului din 2015 Preoții de Jang Jae-hyun și urmărește povestea celor două călugărițe care ăncearcă să salveze un băiat posedat de un spirit rău. A fost lansat pe 24 ianuarie 2025.

## Rezumat
Proteaginistele filmului sunt scele două călugărițe, sora Junia și sora Michaela, care întâlnesc un băiat pe nume Hee-joon, posedat de un spirit malefic puternic. Sora Junia, condusă de credința și compasiunea ei, își asumă sarcina de a-l salva pe băiat, în timp ce sora Michaela, inițial sceptică, se trezește și ea implicată.
Pe măsură ce misterul se adâncește, călugărițele dau peste o serie de evenimente înfiorătoare și descoperă un secret întunecat ascuns între zidurile mănăstirii lor. Ele trebuie să-și înfrunte propriile temeri și convingeri în timp ce luptă împotriva răului puternic care amenință viața lui Hee-joon și sfințenia ordinului lor.

## Distribuție
- Song Hye-kyo în rolul surorii Junia, o călugăriță hotărâtă să-l salveze pe Hee-joon[3]
- Jeon Yeo-been în rolul surorii Michaela, o călugăriță care decide să o ajute pe sora Junia[3]
- Lee Jin-wook în rolul părintelui Paolo, preot și psihiatru care crede că Hee-joon poate fi vindecat medical[3]
- Moon Woo-jin în rolul lui Hee-joon, un băiat tânăr posedat de un spirit malefic puternic[3]
- Huh Joon-ho în rolul Părintelui Andrea, un preot care efectuează un ritual pentru a-l salva pe Hee-joon[3]
- Kim Gook-hee în rolul lui Hyo-won, un șaman care a ajutat-o pe Junia să exorcizeze demonii
- Shin Jae-hwi în rolul lui Ae-dong, discipolul lui Hyo-won
- Gang Dong-won în rolul lui diaconului Choi[4]

## Producție
Filmul a fost anunțat ca un spin-off al filmului din 2015, Preoții, regizat și scris de Jang Jae-hyun. Este regizat de Kwon Hyeok-jae, care a lucrat la filmele Troubleshooter (2010) și Count (2023), produse de casa de producție Zip Cinema și distribuite de Next Entertainment World.
Pe 13 noiembrie 2023, Song Hye-kyo a anunțat că este în discuții pentru a juca în film, iar Jeon Yeo-been a fost distribuită în aceeași zi. Pe 14 februarie 2024, Lee Jin-wook se pare că lua în considerare să se alăture filmului. Două zile mai târziu, Moon Woo-jin s-a alăturat filmului ca următoarea sa lucrare. În aceeași zi, a fost dezvăluită distribuția - Song, Jeon, Lee, Moon și Huh Joon-ho.

### Filmare
S-a prevăzut ca filmările principale să înceapă în prima jumătate a anului 2024. S-a confirmat că filmările vor dura trei luni, între 22 februarie și 25 mai 2024.

## Lansare
Next Entertainment World a anunțat că filmul urma să fie lansat în cinematografele locale pe 24 ianuarie 2025.
Conform distribuitorului Next Entertainment World, pe 17 ianuarie, filmul a fost pre-vândut în 160 de țări, confirmând lansări simultane în străinătate, una după alta, începând cu Indonezia, Taiwan și Mongolia pe 24, urmate de Filipine pe 29, Australia, Noua Zeelandă, Thailanda și Laos pe 6 februarie, SUA și Canada pe 7 februarie, Singapore și Malaezia pe 13 februarie și Vietnam pe 21 februarie.

## Reacții

### Box office
Filmul a fost lansat pe 24 ianuarie 2025, odată cu Hitman 2, și a încasat 4 milioane de dolari în prima săptămână.

### Premii
| Ceremonia de premiere | An   | Categorie                            | Nominalizare  | Rezultat     | Ref.   |
| --------------------- | ---- | ------------------------------------ | ------------- | ------------ | ------ |
| Baeksang Arts Awards  | 2025 | Cea mai bună actriță                 | Song Hye-kyo  | Nominalizare | [ 17 ] |
| Baeksang Arts Awards  | 2025 | Cea mai bună actriță în rol secundar | Jeon Yeo-been | Nominalizare | [ 17 ] |
| Baeksang Arts Awards  | 2025 | Cel mai bun actor debutant           | Moon Woo-jin  | Nominalizare | [ 17 ] |